# Eesti Karikas 2002-2003
La Coppa d'Estonia 2002-2003 (in estone Eesti Karikas) è stata la 11ª edizione del torneo dopo l'indipendenza dell'Estonia. Il TVMK Tallinn ha vinto il trofeo per la prima volta nella sua storia.

## Formula
Il torneo si dipanava su cinque turni: sedicesimi e ottavi erano in gara unica in casa della squadra peggio classificata in campionato; quarti e semifinali erano disputati su gare di andata e ritorno; la finale in gara unica in campo neutro unica a Tallinn.
Le squadre di Meistriliiga 2002 entrarono tutte in scena dagli ottavi, disputando la gara fuori casa.

## Sedicesimi di finale
Le partite furono disputate tra il 12 e il 23 ottobre 2002.
| Squadra 1            | Risultato | Squadra 2               |
| -------------------- | --------- | ----------------------- |
| 12 ottobre 2002      |           |                         |
| Toompea 1994         | 0 - 3     | Merkuur Tartu           |
| Sörve                | 7 - 3     | FC Hansa United Tallinn |
| FC Lelle             | 0 - 10    | Kuressaare              |
| 13 ottobre 2002      |           |                         |
| Lelle                | 1 - 2     | Kalev Sillamäe          |
| FS Junior Maardu     | 1 - 5     | Elva                    |
| 23 ottobre 2002      |           |                         |
| F.C.A. Estel Tallinn | 1 - 0     | Maardu                  |
| HÜJK Emmaste         | 0 - 5     | Valga                   |
| Tervis Pärnu         | 3 - 2     | TJK                     |

## Ottavi di finale
Le gare furono disputate tra il 9 e il 10 novembre 2002.
| Squadra 1            | Risultato | Squadra 2           |
| -------------------- | --------- | ------------------- |
| 9 novembre 2002      |           |                     |
| Merkuur Tartu        | 1 - 7     | TVMK Tallinn        |
| F.C.A. Estel Tallinn | 0 - 3     | Flora Tallinn       |
| Tervis Pärnu         | 0 - 7     | Trans Narva         |
| Valga                | 2 - 0     | Levadia Pärnu       |
| Elva                 | 1 - 2     | Levadia Maardu      |
| Kalev Sillamäe       | 0 - 6     | Tulevik Viljandi    |
| Kuressaare           | 3 - 4     | Lootus Kohtla-Järve |
| 10 novembre 2002     |           |                     |
| Sörve                | 1 - 4     | Levadia Tallinn     |

## Quarti di finale
Le gare di andata furono disputate il 23 e il 24 marzo 2003, quelle di ritorno il 1 e l'11 aprile 2003.
| Squadra 1           | Totale | Squadra 2        | Andata | Ritorno |
| ------------------- | ------ | ---------------- | ------ | ------- |
| Flora Tallinn       | 10 - 1 | Valga            | 5 - 1  | 5 - 0   |
| Lootus Kohtla-Järve | 0 - 15 | TVMK Tallinn     | 0 - 7  | 0 - 8   |
| Trans Narva         | 3 - 2  | Tulevik Viljandi | 0 - 2  | 3 - 0   |
| Levadia Tallinn     | 4 - 2  | Levadia Maardu   | 3 - 2  | 1 - 0   |

## Semifinali
Le gare di andata furono disputate l'8 e il 9 maggio 2003, quelle di ritorno il 18 maggio 2002.
| Squadra 1     | Totale | Squadra 2       | Andata | Ritorno         |
| ------------- | ------ | --------------- | ------ | --------------- |
| TVMK Tallinn  | 4 - 3  | Trans Narva     | 2 - 2  | 2 - 1           |
| Flora Tallinn | 3 - 3  | Levadia Tallinn | 2 - 1  | 1 - 2 (5-4 dcr) |

## Finale
| Squadra 1    | Risultato       | Squadra 2     |
| ------------ | --------------- | ------------- |
| TVMK Tallinn | 2 - 2 (4-1 dcr) | Flora Tallinn |

| Arbitro: | Margus Kotter |

| |                      | |
| M. Smirnov 32’ Krõlov 78’ | Marcatori            | 36’ A. Stepanov 69’ Sirevicius |
| Kurjanov M. Kisseljov Kostin Krõlov | Tiri di rigore 4 – 1 | Zahovaiko Reim A. Kulik |
| · Ussoltsev · 75’ 41’ Mõkolenko · T. Kallaste · Sarajev · Kurjanov · 75’ Paitsev · 71’ Leetma · Borissov · M. Smirnov · 27’ Krõlov · 113’ 79’ Malov · A disposizione: · 75’ Arutjunjan · 75’ Kostin · 113’ M. Kisseljov | Formazioni           | · Kaalma · Allas · A. Stepanov · Sirevicius 27’ · Saviauk · Reim · K. Haavistu 68’ 9’ · Kristal 84’ 72’ · Hamre · Zahovaiko · Tarassenkov 99’ · A disposizione: · Reinumäe 68’ · M. Rooba 84’ · A. Kulik 99’ |